# Andreas Grego van Piscara
Andreas Grego van Piscara (Peschiera, 1400 - Morbegno, 18 januari 1485) was een Italiaans monnik.
Hij werd geboren in een dorpje aan de rand van het Gardameer nabij Verona en studeerde theologie in het klooster van San Marco in Florence. Na zijn studie trad hij toe tot de orde van de dominicanen en legde de gelofte van armoede af. Gedurende veertig jaar leefde hij van giften van anderen en reisde te voet de streek tussen Valtellina en de grens tussen Italië en Zwitserland. Hij predikte het geloof en spoorde in zijn preken de mensen aan tot een sober leven. Hij gaf zelf door zijn levensstijl het voorbeeld. In 1820 werd hij door de Rooms-Katholieke kerk zalig verklaard. Zijn feestdag werd toen vastgesteld op 18 of 19 januari.